# Kolno (Konin)
Pour les articles homonymes, voir Kolno.
Kolno (prononciation : [ˈkɔlnɔ]) est un village polonais de la gmina de Golina dans le powiat de Konin de la voïvodie de Grande-Pologne dans le centre-ouest de la Pologne.
Il se situe à environ 6 kilomètres au sud de Golina (siège de la gmina), à 11 kilomètres à l'ouest de Konin (siège du powiat) et à 85 kilomètres à l'est de Poznań (capitale régionale).

## Histoire
De 1975 à 1998, le village faisait partie du territoire de la voïvodie de Konin.

Depuis 1999, Kolno est situé dans la voïvodie de Grande-Pologne.